# Комміфора
Коміфора (Commiphora) — рід квіткових рослин родини бурзерові.

## Класифікація
Налічує приблизно 180 видів кущів та дерев, розповсюджених у тропічних та субтропічних регіонах Африки, Азії, Південної Америки.

## Будова
Рослини цього роду переважно витривалі до посухи.

## Практичне використання
З рослини Commiphora myrrha видобувають мирру.
Commiphora marlothii та інші види роду скидають з себе кору довгими прозорими смугами.

## Галерея

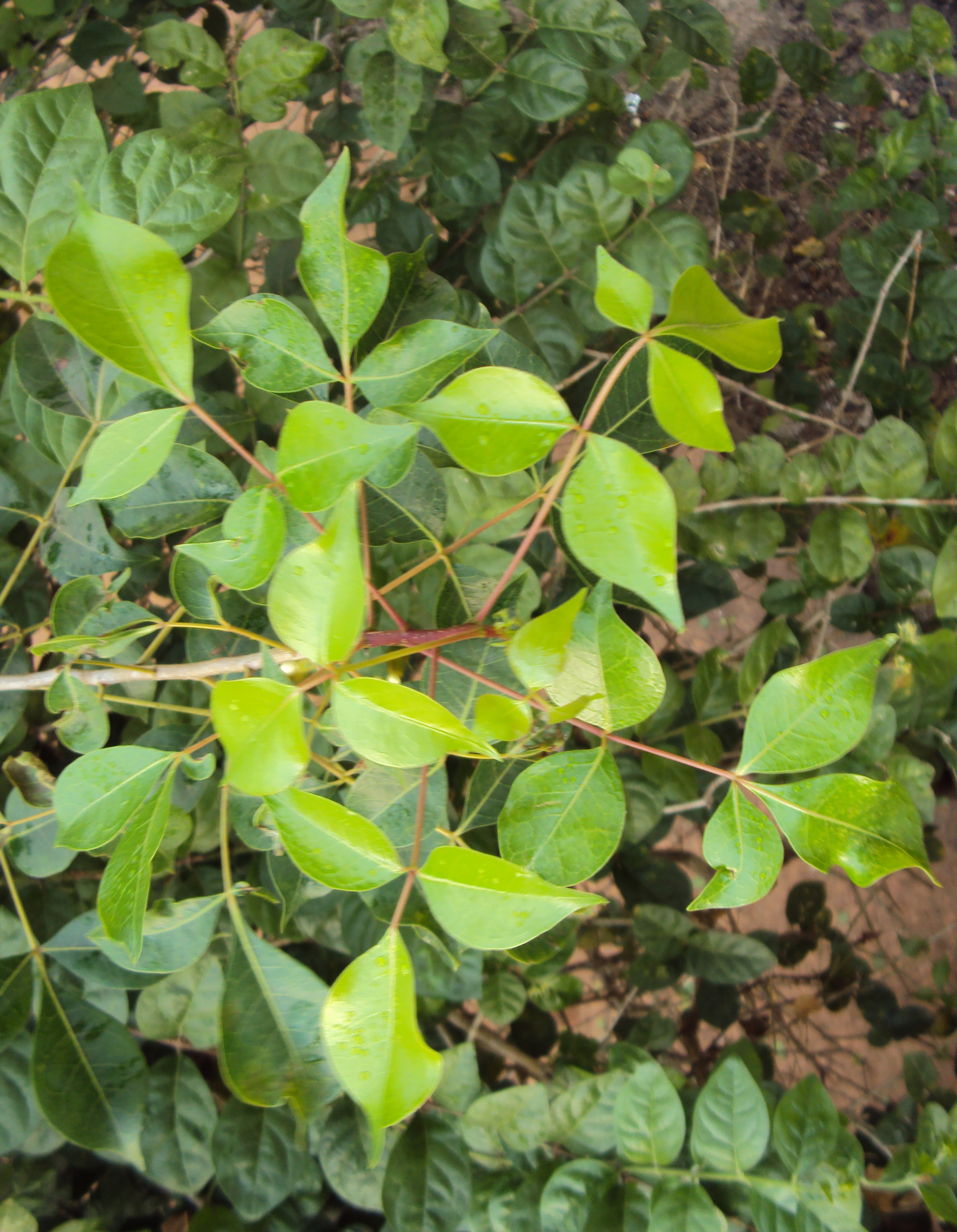
Commiphora caudata
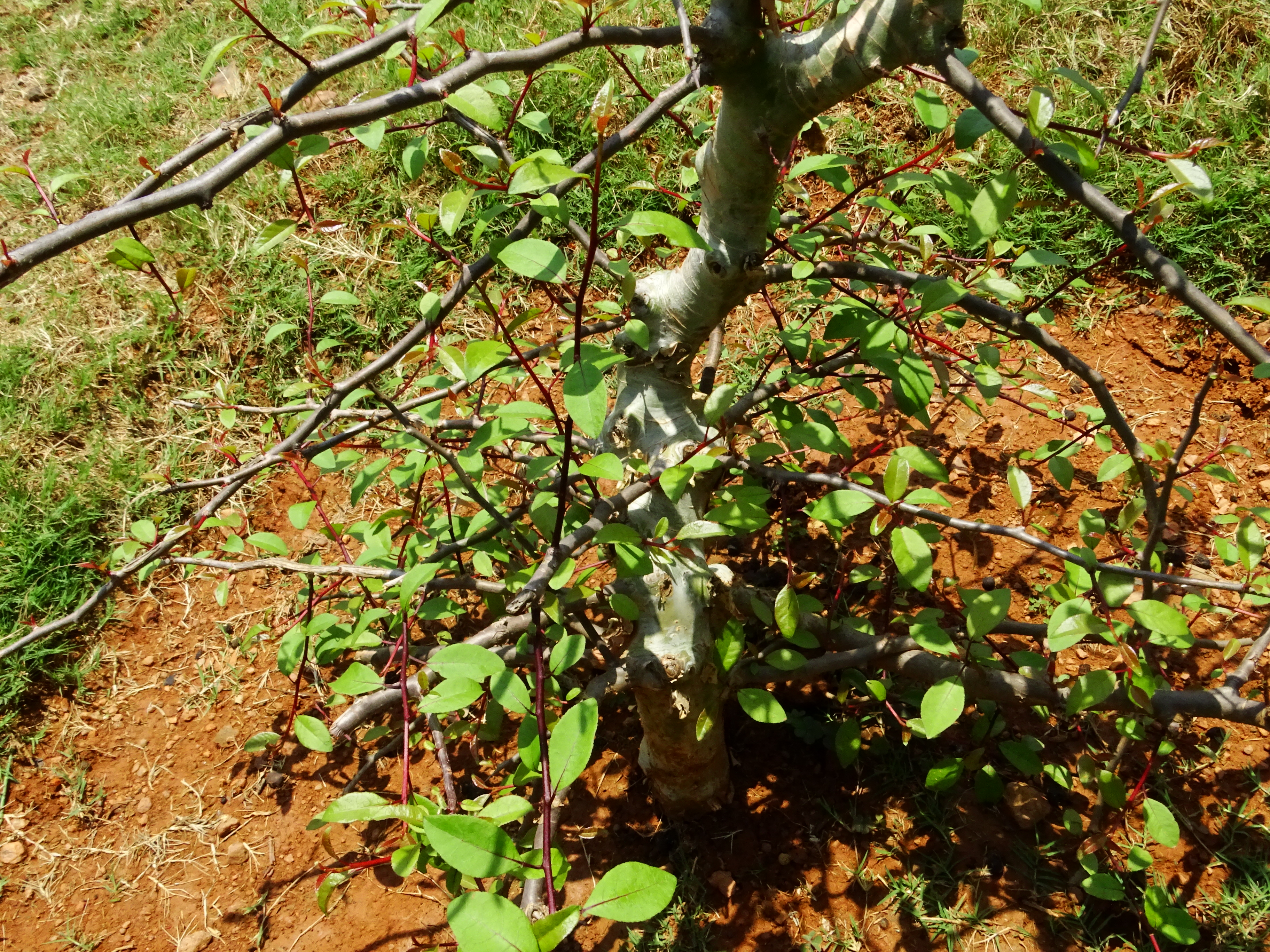
Commiphora madagascariensis
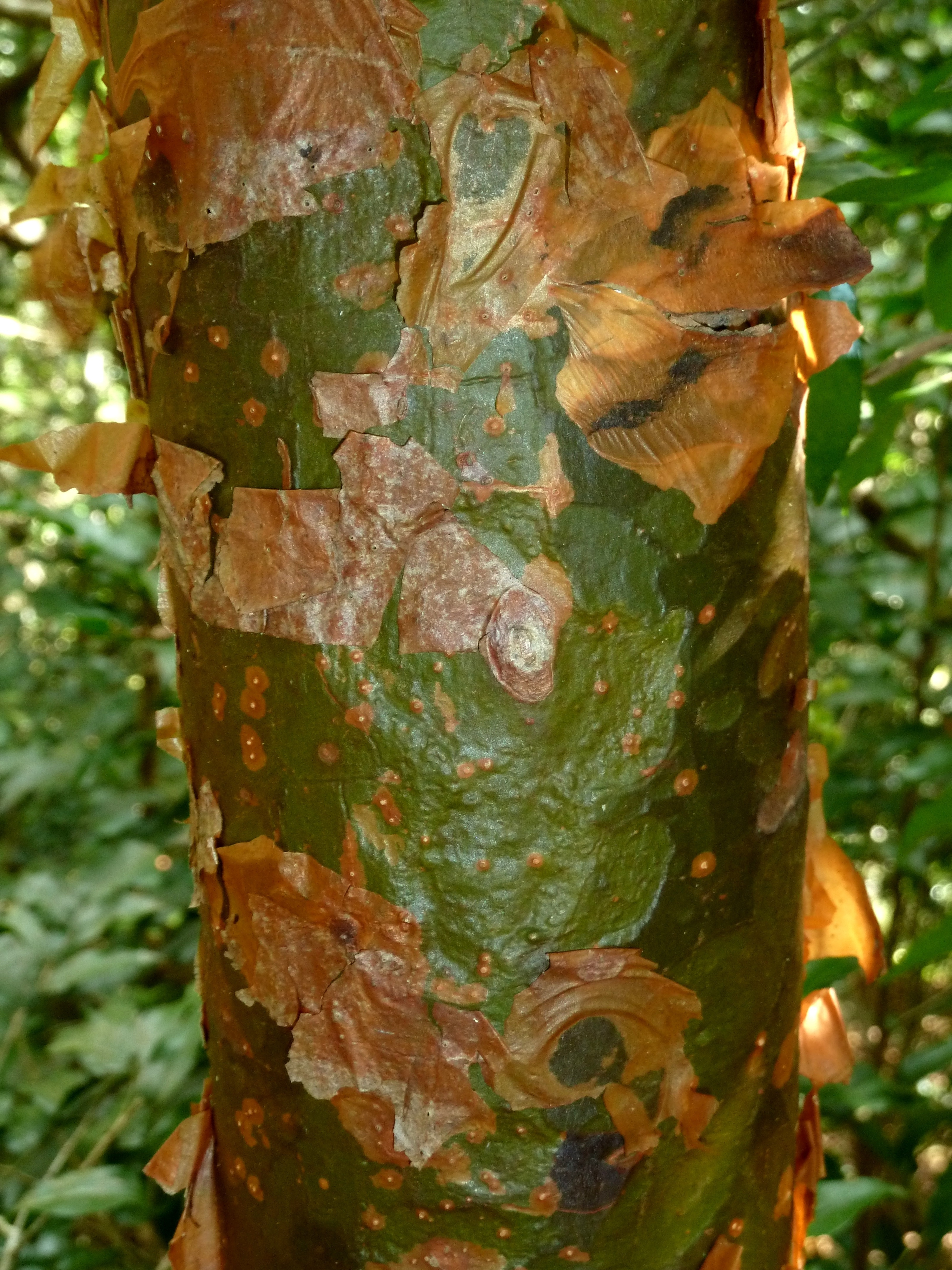
Commiphora harveyi
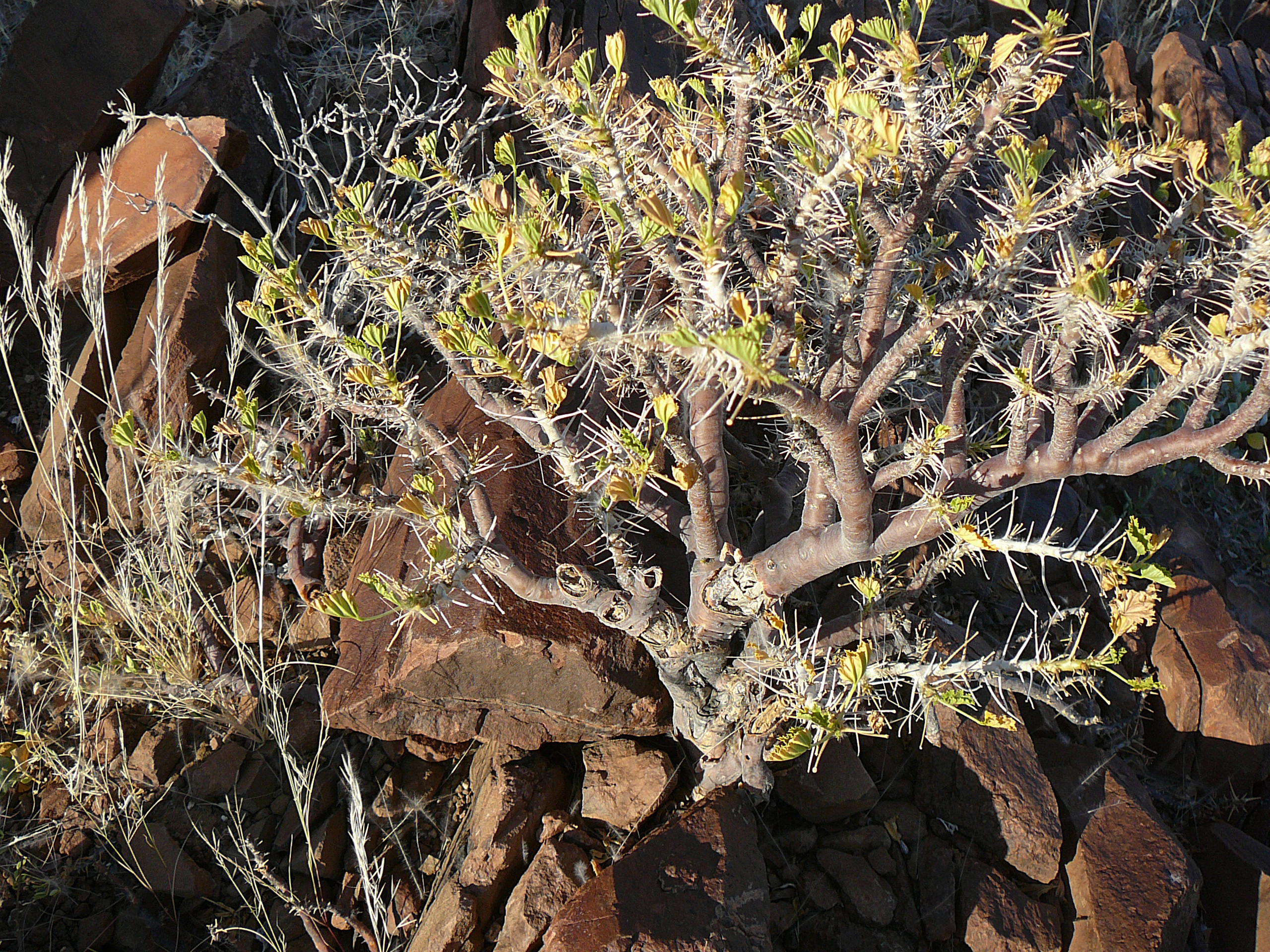
Commiphora saxicola
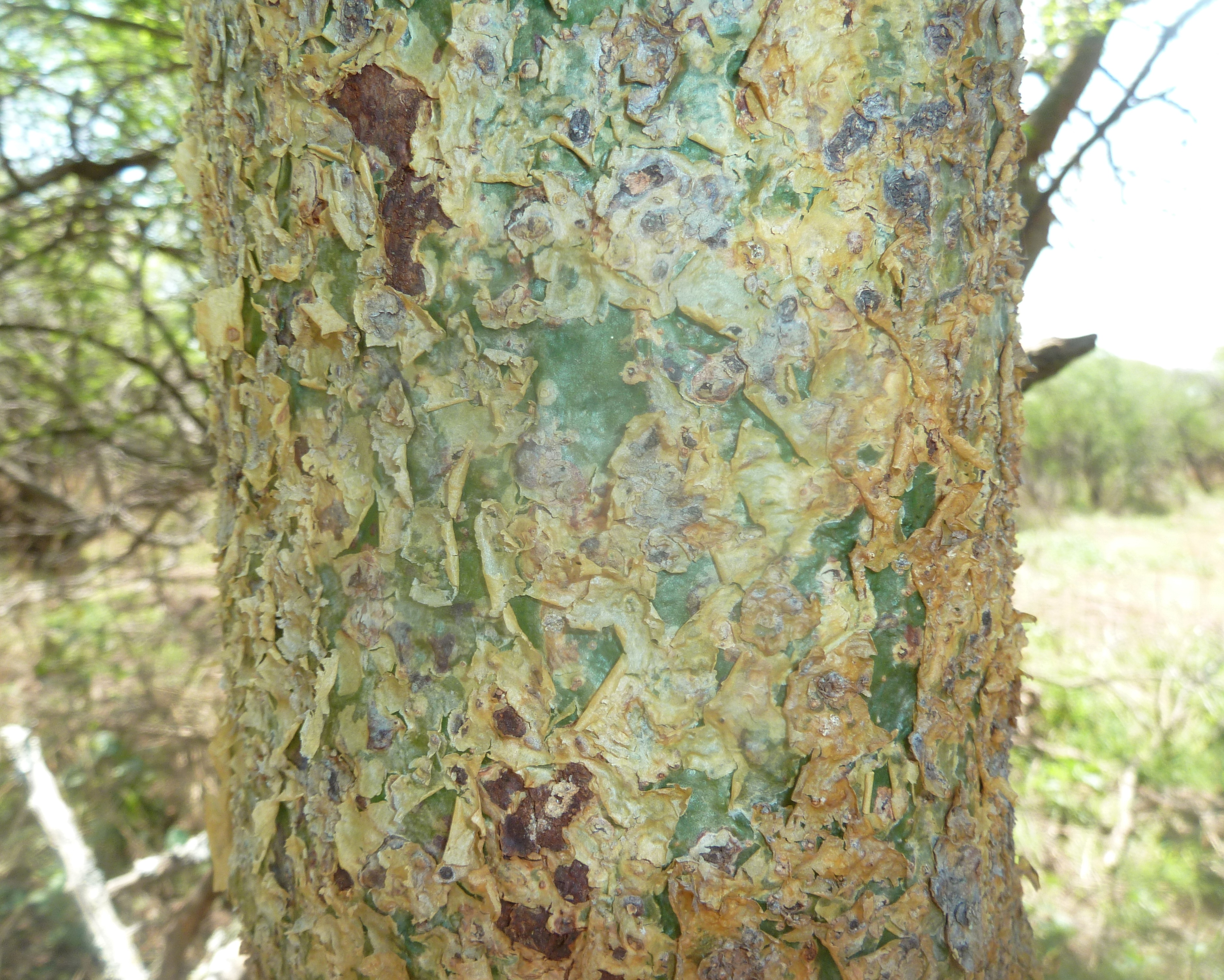
Commiphora schimperi
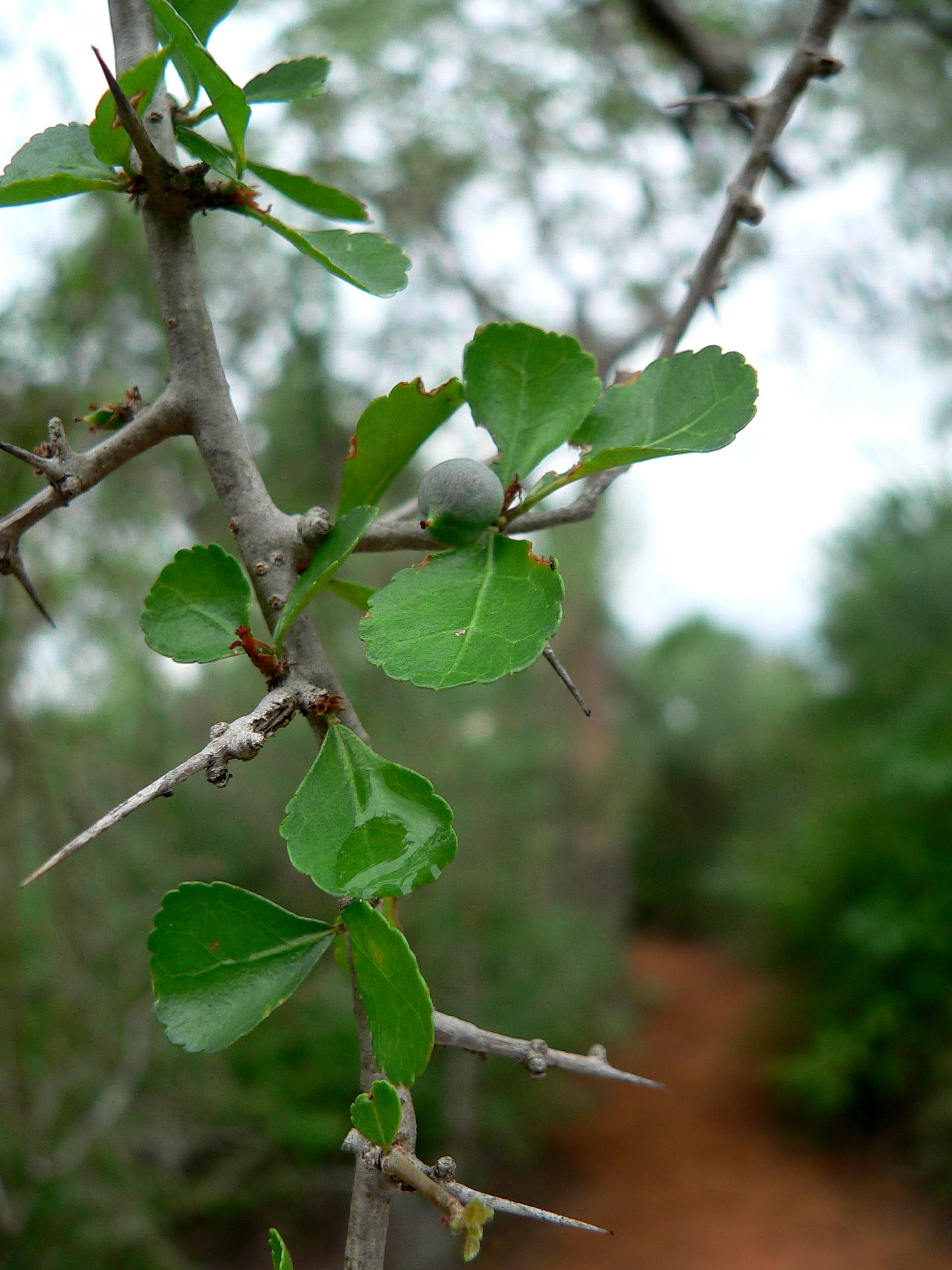
Commiphora simplicifolia
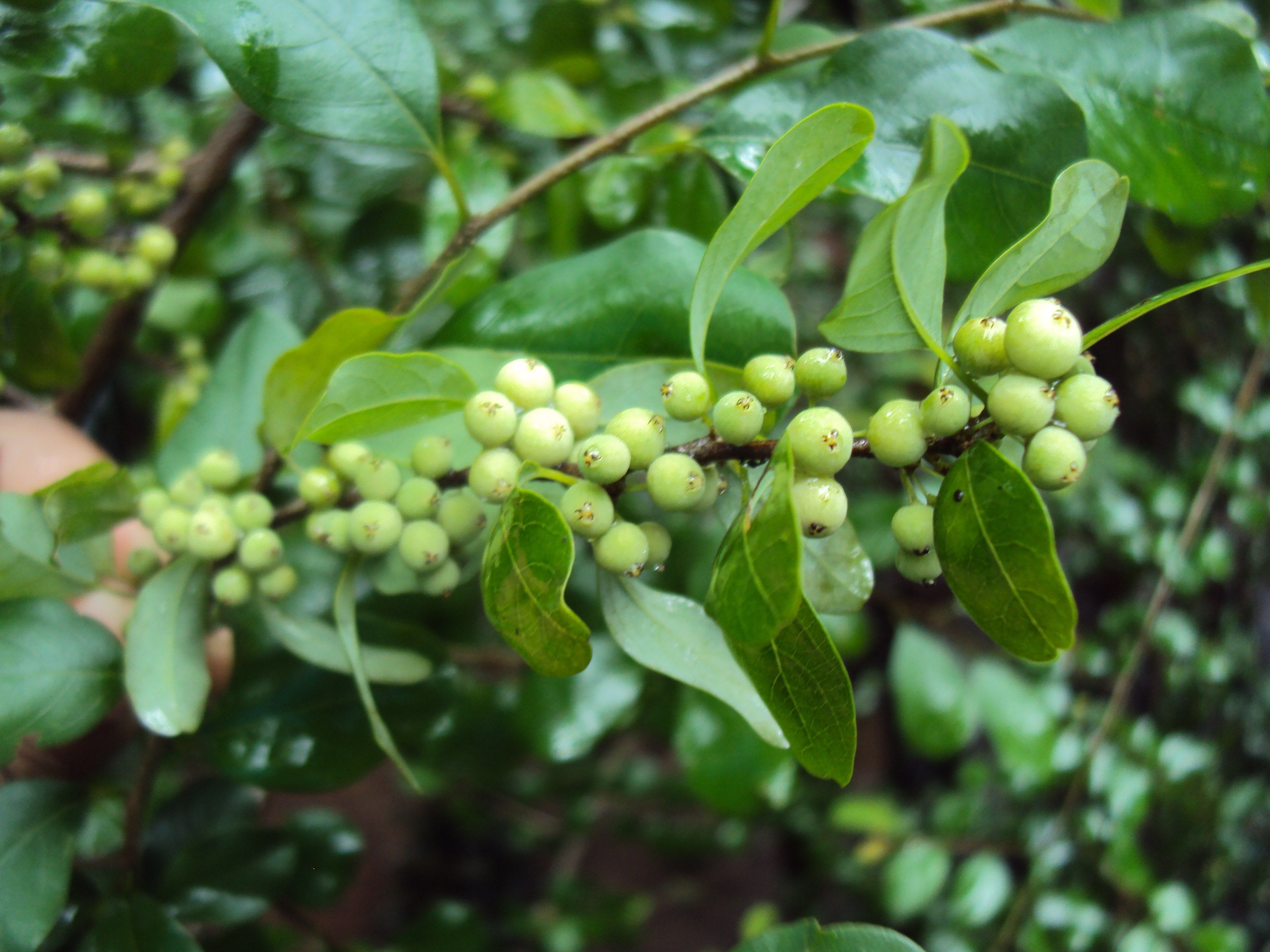
Commiphora wightii